# Marxismo clássico
O marxismo clássico refere-se às teorias econômicas e sociológicas expostas por Karl Marx e Friedrich Engels, em contraste com os desenvolvimentos posteriores no marxismo.

## Karl Marx
Para mais detalhes sobre este tópico, veja Karl Marx
Marx afirma que as sociedades humanas progridem através da luta de classes: um conflito entre a classe burguesa que controla a produção e um proletariado que fornece a mão de obra para a produção. Para ele, esse processo é "a ditadura da burguesia", executada pelas classes ricas para seu próprio benefício.
Marx previu que, assim como os sistemas socioeconômicos anteriores, o capitalismo produziria tensões internas que conduziriam à sua auto-destruição e substituição por um novo sistema: o socialismo. Ele argumentou que uma sociedade socialista seria governada pela classe trabalhadora a qual ele chamou de "ditadura do proletariado", o "estado dos trabalhadores" ou "democracia dos trabalhadores". Marx acreditava que o socialismo viria a dar origem a uma apátrida, uma sociedade sem classes chamada de comunismo. Junto com a crença na inevitabilidade do socialismo e do comunismo, Marx lutou ativamente para a implementação do socialismo, argumentando que, primeiro, os teóricos sociais e pessoas economicamente carentes devem realizar uma ação revolucionária organizada para derrubar o capitalismo e trazer a mudança sócio-econômica.

## Friedrich Engels
Para mais detalhes sobre este tópico, veja Friedrich Engels
Engels foi companheiro de Karl Marx, escreveu livros de profunda análise social. Entre dezembro de 1847 e janeiro de 1848, junto com Marx, escreve o Manifesto do Partido Comunista, onde faz uma breve apresentação de uma nova concepção de história, afirmando que "A história da humanidade é a história da luta de classes".
Engels escreveu algumas das obras mais importantes para o desenvolvimento do marxismo, como Ludwig Feuerbach e o Fim da Filosofia Clássica Alemã, Do socialismo utópico ao científico e A origem da família, da propriedade privada e do Estado.

## Bibliografia

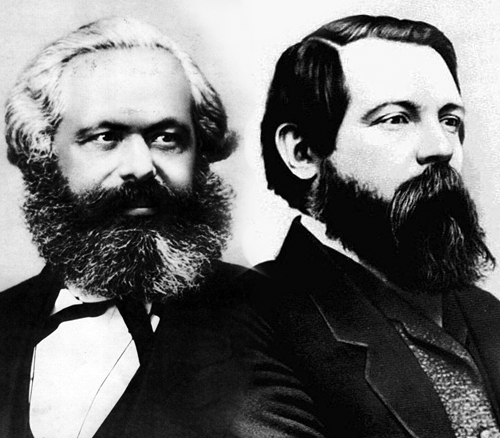
Marx e Engels

### Leituras adicionais
- Carlton, Grace (1965), Friedrich Engels: The Shadow Prophet. London: Pall Mall Press
- Carver, Terrell. (1989). Friedrich Engels: His Life and Thought. London: Macmillan
- Green, John (2008), Engels: A Revolutionary Life, London: Artery Publications. ISBN 0-9558228-0-7
- Henderson, W. O. (1976), The life of Friedrich Engels, London : Cass, 1976. ISBN 0-7146-4002-6
- Hunt, Tristram (2009), The Frock-Coated Communist: The Revolutionary Life of Friedrich Engels, London: Allen Lane. ISBN 978-0-7139-9852-8
- Mayer, Gustav (1936), Friedrich Engels: A Biography (1934; trans. 1936)
- «Marxists Internet Archive» (em inglês e português)
- «Entrevista com Karl Marx, líder da Internacional, de 18 Julho de 1871. Nova York.» (em inglês)
- «Narração em áudio do Manifesto e das Teses de Feuerbach, em inglês e alemão. Projeto de gravação de todas as obras do autor» (em inglês)
- «Escritos de Karl Marx» (em alemão)
- «Biblioteca Comunista Libertária - Arquivo Karl Marx» (em inglês)
- «Marx's Mathematical Manuscripts» (em inglês). - Livro de Cálculo Diferencial e Integral (matemática) que Marx escreveu em 1881